# Askia Booker
Askia Booker (Inglewood, California, 31 de agosto de 1993) es un jugador de baloncesto estadounidense que pertenece a la plantilla del Shenzhen Aviators de la Chinese Basketball Association. Con 1,86 metros de estatura, juega en la posición de base.

## Trayectoria deportiva

### Universidad
Jugó durante cuatro temporadas con los Colorado de la Universidad de Colorado, en las que promedió 13,0 puntos, 3,3 rebotes, 2,5 asistencias y 1,2 robos de balón por partido. En su última temporada fue incluido en el segundo mejor quinteto de la Pac-12 Conference. Acabó como uno de los tres únicos jugadores en la historia de su universidad en lograr más de 1.700 puntos, 400 rebotes, 300 asistencias y 140 robos a lo largo de una carrera.

### Profesional
Tras no ser elegido en el Draft de la NBA de 2015, fue invitado por los Philadelphia 76ers para disputar las Ligas de Verano de la NBA. Disputó cuatro partidos, en los que promedió 5,4 puntos y 1,5 asistencias. El 13 de agosto fichó por el Arkadikos B.C. de la A1 Ethniki griega, pero fue despedido en octubre tras haber disputado únicamente dos partidos, en los que promedió 5,0 puntos y 5,0 rebotes.
El 31 de octubre fue elegido en la undécima posición del Draft de la NBA D-League por los Maine Red Claws, pero fue traspasado esa misma noche a los Bakersfield Jam en un acuerdo a tres bandas. Jugó una temporada en la que promedió 12,8 puntos y 3,5 asistencias por partido.
En junio de 2016 fue nuevamente invitado para disputar las Ligas de Verano, en esta ocasión por los Phoenix Suns. Jugó seis partidos, promediando 4,5 puntos y 2,0 rebotes. El 31 de octubre fue readquirido por el equipo ahora denominado Northern Arizona Suns tras su cambio de localización.
A finales de diciembre de 2017 Booker fue canjeado junto con una selección del draft de cuarta ronda a los 87ers de Delaware por Jerrelle Benimon.
En febrero de 2018 firma hasta final de temporada por el Real Betis Energía Plus.
El 24 de julio de 2018 ficha por un año por el UCAM Murcia CB. Más tarde esta misma temporada anotó 38 punto frente a Zaragoza colando ocho de diez en triples y partidos después volvió a batir su récord de anotación frente a Manresa con 40 puntos.
Durante la temporada 2019-20, promedia unas cifras de 21,2 puntos y 3,6 asistencias en Liga Endesa.
En noviembre de 2020, firma por el Shenzhen Aviators de la Chinese Basketball Association. Booker debutaría anotando 37 puntos y 8 asistencias en una derrota por 104-106 frente al Zhejiang.